# Colinde, colinde!
„Colinde, colinde!” este singurul colind scris de Mihai Eminescu.
Colindul a fost scris de Eminescu într-un caiet de 343 de pagini, caiet dăruit Academiei Române (alături de alte caiete) de către Titu Maiorescu în 1902. A fost publicat sub titlul „Colinde, colinde” în ediția postumelor din 1902 cu o prefață de Nerva Hodoș. 